# Aniversari de noces
Un aniversari de noces és la data en què es compleix un nombre exacte d'anys des d'un succés important. Dins dels aniversaris personals, la data de les noces és un dels més populars, celebrant-se com el començament d'una nova etapa en la vida i d'un projecte en comú. Cada any, l'aniversari de noces és un moment per recordar entre els cònjuges i és tradicional el lliurament d'un regal o la realització d'una activitat commemorativa (com un sopar fora de casa).
És habitual que els aniversaris se celebrin en privat, excepte en els aniversaris que fan 25, 50 i 75 anys en què es realitza una festa amb convidats.
També és tradicional que els cònjuges rebin un regal commemoratiu per part dels seus familiars i amics. Per aquells que tenen alguna religió, és costum que es dugui a terme algun tipus de celebració segons les seves creences.
Per extensió, també es parla de noces (d'or, d'argent, etc.) respecte dels aniversaris d'institucions, esdeveniments o de la condició d'una persona.

## Noms dels aniversaris de noces
N'hi ha des que es va instaurar la tradició de lliurar als marits un regal en cadascun dels seus aniversaris de noces. Cada any, els presents estaven confeccionats amb diferents materials progressant des dels més fràgils fins als més sòlids conforme anaven passant els anys. D'aquesta manera, se simbolitzava la major fortalesa de la relació.
Els noms donats a aquests aniversaris donen una guia per fer els regals apropiats o tradicionals que es donen als cònjuges l'un a l'altre o, si es fa una festa, aquests regals poden ser donats pels convidats. Així mateix, el nom pot influir en el tema de decoració feta servir a la festa.
Aquests regals poden variar en diferents països, encara que alguns aniversaris fan referència a materials ben establerts que ara són comuns a la majoria dels països, aquests són: 1 de paper, 5 de fusta, 10 d'alumini, 15 de cristall, 20 de porcellana, 25 d'argent, 30 de perla, 35 de corall, 40 de robí, 45 de safir, 50 d'or, 60 de diamant.
La tradició es va originar a l'Alemanya medieval, en què si una parella de casats aconseguien celebrar el vint-i-cinquè aniversari de les seves noces, a la muller se li regalava, pels seus amics i veïns, una corona d'argent, en part per felicitar-los per la bona fortuna d'haver perllongat la vida de parella durant tants anys, i en una altra part com a reconeixement al fet d'haver gaudit d'una relació harmoniosa; en la celebració del cinquantè any, la dona rebia llavors una corona d'or. Aquests aniversaris van ser des de llavors coneguts com les noces d'argent i el dia de noces d'or respectivament.
Amb el pas del temps el nombre de símbols usats s'ha incrementat i la tradició alemanya d'assignar regals específics que tenen connexió directa amb cadascuna de les etapes de la vida s'ha expandit per tot el món occidental.
Estava prohibit regalar perles a una muller, ja que representaven plor en el matrimoni. Exhibir perles el dia de les noces era senyal de mala sort, ja que les perles s'assemblen a les llàgrimes, pel que la gent creia que la muller ploraria durant tot el seu matrimoni.
En canvi, regalar diamants, per la seva puresa i duresa, donava bona sort.